# دوچینیدورف
دوچینیدورف (به آلمانی: Deutschneudorf) یک شهر در آلمان است که در ارتسگبیرگسکرایس واقع شده‌است. دوچینیدورف ۱٬۱۷۰ نفر جمعیت دارد.